# 4368 Pillmore
4368 Pillmore eller 1981 JC2 är en asteroid i huvudbältet som upptäcktes den 5 maj 1981 av den amerikanska astronomen Carolyn S. Shoemaker vid Palomar-observatoriet. Den är uppkallad efter Charles L. Pillmore.
Asteroiden har en diameter på ungefär 21 kilometer.